# Premijer liga 2011./12.
Premijer liga 2011./12. je dvadeset i prva sezona najvišeg ranga hrvatskog rukometnog prvenstva. Za razliku od prošlih sezona, liga je podijeljena u dva dijela: 

- 1. dio igra 14 klubova (na kraju 13, jer je tijekom sezone odustala momčad Arena Jadrograd iz Pule), te se na osnovu plasmana u ligi natječu u drugom dijelu prvenstva 

- drugi dio prvenstva je podijeljen u tri dijela:
- Ligu za prvaka - četiri prvoplasirane momčadi iz Lige 14 i hrvatski sudionici SEHA lige - Croatia Osiguranje i NEXE.
- Ligu za Europu - momčadi od 5. do 8. mjesta u Ligi 14
- Ligu za ostanak - preostale momčadi iz Lige 14

## Tablice

### Premijer liga -Liga 14
| Mj. | Klub                             | ut.                                           | pob.                                          | neod.                                         | por.                                          | gol+                                          | gol-                                          | gr                                            | bod                                           | 2. dio sezone                                 |
| --- | -------------------------------- | --------------------------------------------- | --------------------------------------------- | --------------------------------------------- | --------------------------------------------- | --------------------------------------------- | --------------------------------------------- | --------------------------------------------- | --------------------------------------------- | --------------------------------------------- |
| 1.  | Siscia Sisak                     | 24                                            | 16                                            | 4                                             | 4                                             | 737                                           | 651                                           | +86                                           | 36                                            | Liga za prvaka                                |
| 2.  | Poreč                            | 24                                            | 16                                            | 3                                             | 5                                             | 699                                           | 634                                           | +65                                           | 35                                            | Liga za prvaka                                |
| 3.  | Karlovac                         | 24                                            | 14                                            | 4                                             | 6                                             | 685                                           | 637                                           | +48                                           | 32                                            | Liga za prvaka                                |
| 4.  | Split                            | 24                                            | 12                                            | 5                                             | 7                                             | 664                                           | 613                                           | +51                                           | 29                                            | Liga za prvaka                                |
| 5.  | Buzet                            | 24                                            | 13                                            | 2                                             | 9                                             | 651                                           | 614                                           | +38                                           | 28                                            | Liga za Europu                                |
| 6.  | Spačva Vinkovci                  | 24                                            | 13                                            | 2                                             | 9                                             | 721                                           | 725                                           | -4                                            | 28                                            | Liga za Europu                                |
| 7.  | Zamet Rijeka                     | 24                                            | 12                                            | 3                                             | 9                                             | 723                                           | 654                                           | +69                                           | 27                                            | Liga za Europu                                |
| 8.  | Bjelovar                         | 24                                            | 12                                            | 2                                             | 10                                            | 655                                           | 615                                           | +40                                           | 26                                            | Liga za Europu                                |
| 9.  | Dubrava Zagreb                   | 24                                            | 11                                            | 2                                             | 11                                            | 679                                           | 675                                           | +4                                            | 24                                            | Liga za ostanak                               |
| 10. | Marina Kaštela (Kaštel Gomilica) | 24                                            | 10                                            | 3                                             | 11                                            | 735                                           | 705                                           | +30                                           | 23                                            | Liga za ostanak                               |
| 11. | Gorica Velika Gorica             | 24                                            | 6                                             | 2                                             | 16                                            | 686                                           | 760                                           | -74                                           | 14                                            | Liga za ostanak                               |
| 12. | Varteks di Caprio (Varaždin)     | 24                                            | 4                                             | 1                                             | 19                                            | 692                                           | 803                                           | -111                                          | 9                                             | Liga za ostanak                               |
| 13. | Međimurje Čakovec                | 24                                            | 0                                             | 1                                             | 23                                            | 630                                           | 871                                           | -241                                          | 1                                             | Liga za ostanak                               |
|     | Arena Jadrograd Pula             | odustali nakon 8. kola; svi rezultati brisani | odustali nakon 8. kola; svi rezultati brisani | odustali nakon 8. kola; svi rezultati brisani | odustali nakon 8. kola; svi rezultati brisani | odustali nakon 8. kola; svi rezultati brisani | odustali nakon 8. kola; svi rezultati brisani | odustali nakon 8. kola; svi rezultati brisani | odustali nakon 8. kola; svi rezultati brisani | odustali nakon 8. kola; svi rezultati brisani |

### Liga za prvaka
Doigravanje za prvaka Hrvatske i plasman prvih šest momčadi u prvenstvu. Uključuju se i momčadi iz SEHA lige - Croatia Osiguranje Zagreb i NEXE Našice
| Mj. | Klub                      | ut. | pob. | neod. | por. | gol+ | gol- | gr  | bod |
| --- | ------------------------- | --- | ---- | ----- | ---- | ---- | ---- | --- | --- |
| 1.  | Croatia Osiguranje Zagreb | 10  | 10   | 0     | 0    | 334  | 257  | +77 | 20  |
| 2.  | Nexe Našice               | 10  | 4    | 2     | 4    | 303  | 283  | +20 | 10  |
| 3.  | Siscia Sisak              | 10  | 4    | 1     | 5    | 264  | 286  | -22 | 9   |
| 4.  | Split                     | 10  | 4    | 0     | 6    | 286  | 306  | -20 | 8   |
| 5.  | Poreč                     | 10  | 2    | 3     | 5    | 238  | 267  | -29 | 7   |
| 6.  | Karlovac                  | 10  | 1    | 4     | 5    | 279  | 305  | -26 | 6   |

### Liga za Europu
Razigravanje za 7. do 10. mjesta u prvenstvu. Najbolje plasirana momčad dobiva plasman u EHF Challenge kup.
| Mj. | Klub            | ut. | pob. | neod. | por. | gol+ | gol- | bod    |
| --- | --------------- | --- | ---- | ----- | ---- | ---- | ---- | ------ |
| 1.  | Zamet Rijeka    | 6   | 4    | 0     | 2    | 198  | 181  | 13 (5) |
| 2.  | Bjelovar        | 6   | 4    | 0     | 2    | 175  | 171  | 13 (5) |
| 3.  | Buzet           | 6   | 2    | 0     | 4    | 144  | 167  | 12 (8) |
| 4.  | Spačva Vinkovci | 6   | 2    | 0     | 4    | 180  | 178  | 10 (6) |

### Liga za ostanak
Razigravanje za 11. do 15. mjesto u prvenstvu i ostanak u ligi.
| Mj. | Klub                             | ut. | pob. | neod. | por. | gol+ | gol- | bod     |
| --- | -------------------------------- | --- | ---- | ----- | ---- | ---- | ---- | ------- |
| 1.  | Dubrava Zagreb                   | 8   | 5    | 2     | 1    | 286  | 258  | 25 (13) |
| 2.  | Marina Kaštela (Kaštel Gomilica) | 8   | 5    | 0     | 3    | 295  | 249  | 22 (12) |
| 3.  | Gorica Velika Gorica             | 8   | 4    | 2     | 2    | 273  | 250  | 19 (9)  |
| 4.  | Varteks di Caprio (Varaždin)     | 8   | 4    | 0     | 4    | 265  | 239  | 14 (6)  |
| 5.  | Međimurje Čakovec                | 8   | 0    | 0     | 8    | 201  | 324  | 0       |